# Kommission Delors III
Die dritte Europäische Kommission unter Präsident Jacques Delors war von 1993 bis 1995 im Amt. 
| Ressort | Kommissar                                      | Staat                  | Nationale Partei | Europäische Partei/politische Ausrichtung |
| --- | ---------------------------------------------- | ---------------------- | ---------------- | ----------------------------------------- |
| Kommissionspräsident                                                                                                  | Jacques Delors                                 | Frankreich             | PS               | SPE                                       |
| Vizepräsident, Wirtschaft und Währung                                                                                 | Henning Christophersen                         | Dänemark               | Venstre          | ELDR                                      |
| Energie, Euratom und Verkehr                                                                                          | Abel Matutes (ab 1994 Marcelino Oreja Aguirre) | Spanien                | PP               | EVP                                       |
| Binnenmarkt | Raniero Vanni d’Archirafi                      | Italien                | parteilos        | parteilos                                 |
| Regionalpolitik und Kohäsion                                                                                          | Bruce Millan                                   | Vereinigtes Königreich | Labour           | SPE                                       |
| Steuern und Zollunion                                                                                                 | Christiane Scrivener                           | Frankreich             | PR               | ELDR                                      |
| Forschung und Bildung                                                                                                 | Antonio Ruberti                                | Italien                | parteilos        | parteilos                                 |
| Außenbeziehungen | Hans van den Broek                             | Niederlande            | CDA              | EVP                                       |
| Afrika, Länder des karibischen Raumes und des Pazifischen Ozeans, Südafrika, Lomé-Abkommen, Beziehungen zum Parlament | João de Deus Pinheiro                          | Portugal               | PSD              | EVP                                       |
| Landwirtschaft, Fischerei                                                                                             | René Steichen                                  | Luxemburg              | CSV              | EVP                                       |
| Wettbewerb, Personal und Verwaltung, Übersetzung und Datenverarbeitung                                                | Karel Van Miert                                | Belgien                | SP               | SPE                                       |
| Mittelmeer, Südamerika, Asien, AKP-Staaten sowie für humanitäre Hilfe                                                 | Manuel Marín                                   | Spanien                | PSOE             | SPE                                       |
| Industrie und Informations- und Telekommunikationstechnologie                                                         | Martin Bangemann                               | Deutschland            | FDP              | ELDR                                      |
| EU-Haushalt | Peter Schmidhuber                              | Deutschland            | CSU              | EVP                                       |
| Außenwirtschaft und Handelspolitik                                                                                    | Leon Brittan                                   | Vereinigtes Königreich | Conservatives    | ED                                        |
| Umwelt | Ioannis Paleokrassas                           | Griechenland           | ND               | EVP                                       |
| Soziale Angelegenheiten, Beschäftigung, Einwanderungsfragen, interne und rechtliche Angelegenheiten                   | Pádraig Flynn                                  | Irland                 | FF               | nationalliberal                           |